# IC 2010
IC 2010 ist eine Spiralgalaxie vom Hubble-Typ Sa im Sternbild Reticulum am Südsternhimmel. Sie ist schätzungsweise 229 Millionen Lichtjahre von der Milchstraße entfernt und hat einen Durchmesser von etwa 80.000 Lichtjahren. 
Das Objekt wurde am 8. Dezember 1899 vom US-amerikanischen Astronomen DeLisle Stewart entdeckt.